# Onthophagus joannae
Onthophagus joannae é uma espécie de insetos coleópteros polífagos pertencente à família Scarabaeidae.
A autoridade científica da espécie é Goljan, tendo sido descrita no ano de 1953.
Trata-se de uma espécie presente no território português.